# DAZN Group
DAZN Group Limited (antes Perform Group) es una empresa británica de medios deportivos propiedad de Access Industries.
Su buque insignia es DAZN, una plataforma global de streaming deportivo por suscripción. También posee una importante participación minoritaria en el portal líder de fútbol Goal, después de que Integrated Media Company (IMC) de TPG adquiriera una participación mayoritaria en 2020.
Perform Group se formó originalmente en 2007 mediante la fusión de Premium TV Limited e Inform Group. En un principio, se dedicaba a la distribución de contenidos, la suscripción, la publicidad y el patrocinio, y la tecnología y la producción. En 2018, las unidades de negocio de Perform Group se escindieron como Perform Content, y posteriormente se vendieron a Vista Equity Partners y se fusionaron con su propia empresa de datos deportivos STATS.

## Historia
Perform Group se creó en 2007 mediante la fusión de Premium TV Limited, una red de transmisión de eventos deportivos, y de Inform Group, una agencia de derechos deportivos digitales.
En febrero de 2011, Perform adquirió Goal.com. En 2011 y 2013, la empresa compró las compañías de datos deportivos RunningBall y Opta Sports, respectivamente.
En 2013, Perform Group combinó sus negocios en Estados Unidos con The Sporting News para formar Sporting News Media, en la que tomó una participación del 65%. El antiguo propietario de Sporting News, American City Business Journals, conservó el 35%.
Perform Group dejó de cotizar en la Bolsa de Londres en noviembre de 2014, cuando Access Industries aumentó su participación en la empresa del 42,5% al 77%.
En diciembre de 2014, Perform y la WTA anunciaron un acuerdo de medios de comunicación de 10 años, en virtud del cual formarían conjuntamente WTA Media para gestionar y distribuir sus derechos mediáticos. En febrero de 2016, Perform Group y la FIBA anunciaron una asociación para distribuir y vender los derechos de emisión de sus competiciones de baloncesto.

### Se funda DAZN
En agosto de 2016, Perform Group lanzó el servicio de streaming de vídeo deportivo online DAZN, descrito por los medios de comunicación como un "Netflix para el deporte".
El 8 de mayo de 2018, el expresidente de ESPN John Skipper fue nombrado presidente ejecutivo de Perform Group. Operaba desde la ciudad de Nueva York.
En septiembre de 2018, Perform Group se dividió en dos empresas; DAZN Group (llamada así por su servicio de streaming) para sus operaciones de contenido de consumo, y Perform Content para sus servicios de empresa a empresa. Se informó que esto fue en preparación para una posible venta de este último con el fin de ayudar a financiar las operaciones de DAZN. En abril de 2019, se anunció que Perform Content se vendería a Vista Equity Partners. Posteriormente, se fusionó con STATS LLC para formar Stats Perform.
En marzo de 2019, DAZN reorganizó la división Perform Media para convertirla en DAZN Media. Se encarga de las ventas de publicidad y patrocinio para las operaciones globales de DAZN, incluido el programa "DAZN+" (que coordina las "comunicaciones personalizadas" entre sus socios y suscriptores), y DAZN Player (antes ePlayer), el servicio de contenido de vídeo sindicado del grupo.
En mayo de 2020, el Financial Times informó de que DAZN estaba buscando más inversiones para asegurar el futuro del negocio, que se había visto afectado por la pandemia del COVID-19. En octubre de 2020, llegó a un acuerdo para vender participaciones en Goal, Spox y VoetbalZone a Integrated Media Company (IMC), una cartera de TPG Capital, y en diciembre de 2020 vendió Sporting News a PAX Holdings.
En octubre de 2020, la compañía llegó a un acuerdo para vender participaciones en Goal, Spox y VoetbalZone a Integrated Media Company (IMC), una propiedad de TPG Capital y en diciembre de 2020 vendió Sporting News a PAX Holdings.
En enero de 2021, el ex director ejecutivo de Entain, Shay Segev, fue nombrado nuevo director ejecutivo de DAZN, después de haber actuado junto al fundador James Rushton durante los seis meses anteriores.
En marzo de 2021, el exejecutivo de Walt Disney Direct-to-Consumer & International Kevin A. Mayer se convirtió en presidente de DAZN Group, reemplazando a John Skipper.Ese mes, DAZN consiguió los derechos exclusivos de transmisión de la Serie A TIM en Italia y los derechos de LaLiga en España.
En octubre de 2021, DAZN lanzó su reproductor de video propietario, Mercury.
En noviembre de 2021, la empresa lanzó DAZN X, su sección de innovación.En diciembre de 2021, DAZN recibió el premio a la Aplicación del año 2021 de Apple TB.

### Diversificación de la plataforma DAZN y expansión continua (2022-2024)
En 2022, DAZN comenzó a diversificar su plataforma más allá de la transmisión de deportes para incluir una variedad de otros entretenimientos deportivos, incluida la venta de entradas y mercadería, tokens deportivos no fungibles (NFT), juegos y apuestas.
DAZN Moments se lanzó el 24 de marzo de 2022, pero más tarde DAZN publicó un aviso en su sitio web específico indicando que el servicio finalizaría el 30 de noviembre de 2023 y que no se permitirían más compras ni ventas. Los clientes ya no tendrían DAZN Moments después del 14 de marzo de 2024.Según se informa, los NFT de DAZN lanzados junto con la pelea de Canelo Álvarez contra Billy Joe Saunders no generaron ganancias.
En abril de 2022, DAZN Group lanzó "DAZN Bet" en el Reino Unido y firmó una asociación estratégica con Pragmatic Group para desarrollar su producto de apuestas deportivas. Shay Segev, CEO de Dazn, afirmó: “La convergencia de los medios deportivos y las apuestas es el futuro”.
En mayo de 2022, DAZN firmó un acuerdo para transmitir Red Bull TV, incluido contenido en vivo y bajo demanda.Ese mismo mes, DAZN firmó un contrato de cuatro eventos con Misfits Boxing de KSI, llevando carteleras bajo la marca "MF & DAZN: X Series".
En 2022, la empresa lanzó DAZN Store en Alemania, su plataforma de comercio electrónico en línea de productos para fanáticos.Ese mismo año, DAZN reportó ingresos por 2300 millones de dólares, un aumento de más del 70% respecto a 2021, convirtiéndose en la aplicación deportiva con mayor recaudación del mundo.
En marzo de 2023, finalizó el mandato de dos años del presidente de DAZN, Kevin A. Mayer. Ese mes, DAZN también lanzó el canal DAZN 1 en Sky en el Reino Unido e Irlanda.
En julio de 2023, DAZN  Group anunció una asociación con DAIMANI para lanzar un producto de venta de entradas integrado para los suscriptores de DAZN.Ese mismo mes, también se lanzó la plataforma en Bélgica, Portugal y Taiwán, realizando la transición desde los antiguos servicios de Eleven Sports.
En septiembre de 2023, DAZN también presentó DAZN Bet en Alemania, con su producto de apuestas de afiliados ya disponible en el Reino Unido, España e Italia.

### Inversiones saudíes y adquisición de Foxtel (2024-presente)
En octubre de 2024, DAZN llegó a un acuerdo con la Autoridad General de Entretenimiento de Arabia Saudita, otorgándole derechos exclusivos (coexclusivos dentro de la región MENA) para los eventos de la temporada de Riad y derechos internacionales fuera de África del norte y Medio Oriente para su programación de eventos de boxeo. El acuerdo se produjo en medio de rumores de que el Fondo de Inversión Pública Saudí (PIF) buscaba adquirir una participación en DAZN; el PIF declaró que "no tiene planes actuales de invertir en la empresa".
En diciembre de 2024, DAZN Group anunció que adquiriría el proveedor de televisión por suscrpción australiano Foxtel de News Corp Australia y Telstra en un acuerdo de 3400 millones de dólares australianos. La venta, entre otros activos, otorgará a DAZN el control de las cadenas Fox Sports de Foxtel y del negocio de streaming Hubbl, que incluye el servicio OTT competidor Kayo Sports. Se espera que la venta se complete a mediados de 2025. Así mismo, News Corp y Telstra adquirirán participaciones del 6% y el 3% en DAZN.
En febrero de 2025, se informó que Surj Sports Investment, la división deportiva del Fondo de Inversión Pública de Arabia Saudita, había acordado invertir 1000 millones de dólares estadounidenses en DAZN por una participación inferior al cinco porciernto. El acuerdo se cerró semanas después de que DAZN Group, cuyas pérdidas han superado los 1000 millones de dólares anuales desde 2019, se hiciera con los derechos para emitir la Copa Mundial de Clubes de la FIFA 2025, y la FIFA adjudicara los derechos de organización de la Copa Mundial de Fútbol de 2034 a Arabia Saudita como único licitador del torneo.